# کیتی کلی
کیتی کلی (انگلیسی: Kitty Kelly؛ ‏ ۲۷ آوریل ۱۹۰۲ – ۲۹ ژوئن ۱۹۶۸) بازیگر اهل ایالات متحده آمریکا بود.
از فیلم‌ها یا مجموعه‌های تلویزیونی که وی در آن‌ها نقش داشته‌است، می‌توان به مسافرخانه تعطیلات، موشک گمشده، آلفرد هیچکاک تقدیم می‌کند، بونانزا، بتمن، شکوفه‌هایی در برادوی و جلوی سحر را بگیرید اشاره نمود.